# Summers & Harding
Summers & Harding war ein britischer Hersteller von Automobilen.

## Unternehmensgeschichte
Das Unternehmen begann 1913 mit der Produktion von Automobilen. Der Markenname lautete zunächst Summers & Harding, später entweder Flyer oder Flycar. Im gleichen Jahr endete die Produktion. Insgesamt entstanden nur wenige Exemplare.

## Fahrzeuge
Im Angebot stand ein Cyclecar. Ein V2-Motor von J.A.P. mit 964 cm³ Hubraum und 8 PS Leistung trieb das Fahrzeug über Riemen an.